# Thomas Jones (peintre)
Pour les articles homonymes, voir Thomas Jones et Jones.
Thomas Jones est un peintre paysagiste britannique du XVIIIe siècle, né le 26 septembre 1742 près de Cefnllys, alors dans le Radnorshire (actuellement Powys, dans le Pays de Galles), mort le 29 avril 1803. Gallois, il fut l'élève de son compatriote Richard Wilson. Son œuvre comprend notamment des paysages du Pays de Galles et de l'Italie. Il a été redécouvert au XXe siècle à cause de tableaux non diffusés de son vivant, particulièrement une série de Vues de Naples réalisées au cours de son séjour dans cette ville (1780-83), qui rompent avec les conventions du paysage classique au profit de l'observation directe, évoquant avec plusieurs décennies d'avance le style de Camille Corot et de l'École de Barbizon.

## Biographie
Il était le second des seize enfants d'un propriétaire terrien dont le domaine se trouvait en un lieu-dit Pencerrig, près de Builth Wells (d'où le nom de Thomas Jones de Pencerrig sous lequel il est parfois connu). Il fut élève du Christ College de Brecon. De 1759 à 1761, il étudia au Jesus College d'Oxford (le collège « gallois » de la célèbre université), grâce à la libéralité d'un oncle maternel qui voulait faire de lui, contre son gré, un membre du clergé. Dès la mort de cet oncle, il partit pour Londres avec l'intention d'embrasser une carrière d'artiste. Il s'inscrivit à l'école de dessin de William Shipley (en) (novembre 1761) et suivit la classe de modèle vivant de la St Martin's Lane Academy. En 1763, il se fit admettre comme élève par son compatriote Richard Wilson, et se spécialisa comme lui dans le genre du paysage. En 1765, il commença à exposer à la Society of Artists. À partir de 1769, il aborda le grand genre de l'art classique, la peinture d'histoire, collaborant fréquemment dans ce domaine avec John Hamilton Mortimer, qui peignait les figures. Il fut élu membre de la Society of Artists en 1771 et en fut directeur en 1773-74.
Il embarqua pour l'Italie, destination de beaucoup d'artistes de l'époque, en septembre 1776. Il séjourna d'abord à Rome, puis à Naples (avec une première période napolitaine de septembre 1778 à février 1779, et ensuite à partir du printemps 1780). Il fréquenta plusieurs autres artistes britanniques installés en Italie: John Robert Cozens, Jacob More, Thomas Banks. Son principal commanditaire fut alors Frederick Hervey, 4e comte de Bristol et évêque de Derry. Il rechercha aussi le patronage de Sir William Hamilton, ambassadeur britannique à Naples.
En avril 1779, à Rome, il prit pour « servante » une veuve danoise, Maria Moncke. Deux filles naquirent à Naples: Anna Maria (en 1780) et Elizabetha (en 1781). Ayant été informé de la mort de son père en 1782, il embarqua avec sa famille en août 1783 sur un brick suédois à destination de Londres, où il arriva au mois de novembre suivant. Jouissant d'abord d'une rente sur l'héritage de son père, à la mort sans descendance de son frère aîné en 1787 il devint le maître du domaine paternel de Pencerrig. Il épousa Maria Moncke à Londres le 16 septembre 1789, puis se cantonna de plus en plus dans son pays natal: en 1791 il fut « haut shérif » du Radnorshire, puis magistrat l'année suivante. Après son retour d'Italie, son activité de peintre ne fut pas très intense: il exposa dix tableaux à la Royal Academy entre 1784 et 1798. À sa mort, il fut enterré dans la chapelle de Caebach à Llandrindod Wells.
Il est l'auteur d'une autobiographie (Memoirs of Thomas Jones of Penkerrig), publiée seulement en 1951 (par A. P. Oppé, Walpole Society, vol. 32), mais considérée comme un témoignage important sur la vie artistique du XVIIIe siècle.

## Note
1. ↑  Ancienne ville aujourd'hui abandonnée, remplacée au XIXe siècle par la ville d'eau voisine de Llandrindod Wells.